# 五指山蓝
五指山蓝（学名：Peristrophe lanceolaria）为爵床科观音草属的植物。分布在泰国、缅甸、老挝以及中华人民共和国的云南、海南等地，生长于海拔600米的地区，多生长于阴湿处，目前尚未由人工引种栽培。